# Rhizobium
Het geslacht Rhizobium omvat wortelknobbelbacteriën uit de familie van de Rhizobiaceae. Het zijn beweeglijke, gram-negatieve bacteriën. Deze bacteriën leven in symbiose met vlinderbloemige plantensoorten (peulvruchten), en leggen voor deze planten de stikstof uit de lucht vast, waardoor deze ook op stikstofarme grond kunnen groeien. Op de plantenwortels worden zogenaamde stikstofwortelknolletjes gevormd, waarin de bacteriën leven. De heterotrofe bacteriën betrekken hun energie uit koolhydraten die de plant, waarmee ze in symbiose leven, tijdens de fotosynthese assimileert.
Belangrijke Rhizobium-soorten zijn:
- Rhizobium leguminosarum
- Rhizobium tropici
- Rhizobium loti
- Rhizobium trifolii
- Rhizobium meliloti
- Rhizobium fredii